# Echmepteryx hageni
Echmepteryx hageni — вид комах родини Lepidopsocidae ряду сіноїдів (Psocoptera).

## Поширення
Вид поширений в Північній Америці.

## Вороги
У його яйцях розвиваються личинки їздця Dicopomorpha echmepterygis — найменшої комахи у світі.